# Гангутский рубль
Гангу́тский ру́бль, монета «Гангу́т» — нумизматическое название памятного серебряного рубля, выпущенного в Российской империи в 1914 году.

## История
Монета была выпущена в 1914 году в связи с 200-летием Гангутского сражения времён Северной войны 1700—1721 годов и является последней памятной монетой, выпущенной в Российской империи. Монета была разработана медальером Петром Стадницким и в 1914 году отчеканена на Санкт-Петербургском монетном дворе в количестве 317 экземпляров, но не была выпущена в обращение. В 1927 году с сохранившихся штампов было отчеканено неизвестное количество монет (предположительно, около 30 000). 
В 2024 году в рамках проекта «Монетное дело» Санкт-Петербургский монетный двор отчеканил памятный монетовидный жетон, выпуск которого приурочен к 310 годовщине Победы Русского Флота при мысе Гангут.

## Описание
Монета весом 20 граммов изготовлена из серебра 900-й пробы. В центре на Аверсе монеты расположено изображение императора Петра I с надписью «Гангутъ» над ним. Под этим портретом присутствует дата начала сражения — «27 Ïюля». Слева и справа от портрета присутствует две даты «1714» и «1914». На реверсе — изображение государственного герба Российской империи, с надписью «Монета рубль» под ним.